# اکتبر (آلبوم یوتو)
«اکتبر» (به انگلیسی: October) آلبومی از یوتو است که در سال ۱۹۸۱ میلادی منتشر شد.